# So Crazy
„So Crazy” (kor. 완전 미쳤네 Wanjeon michyeossne) – singel południowokoreańskiej grupy T-ara. Utwór promował album So Good. Powstał w dwóch wersjach językowych: koreańskiej i mandaryńskiej. Został wydany 4 sierpnia 2015 roku. 3 sierpnia odbył się pierwszy showcase, podczas którego zespół wykonał utwór So Crazy.
Singel sprzedał się w Korei Południowej w nakładzie 117 039 egzemplarzy (w sierpniu 2015 r.).

## Lista utworów
| Nr | Tytuł                                             | Słowa                     | Muzyka                    | Czas |
| -- | ------------------------------------------------- | ------------------------- | ------------------------- | ---- |
| 1. | "So Crazy" (kor. 완전 미쳤네 Wanjeon Michyeossne) | Brave Brothers, Star Warz | Brave Brothers, Star Warz | 3:19 |

## Notowania
| Lista                       | Najwyższa pozycja |
| --------------------------- | ----------------- |
| Gaon Weekly Digital Chart   | 33                |
| Gaon Monthly Digital Chart  | 70                |
| Gaon Streaming Chart        | 76                |
| Gaon Weekly Download Chart  | 17                |
| Gaon Monthly Download Chart | 60                |